# Fifth Street, Texas
Fifth Street là một nơi ấn định cho điều tra dân số (CDP) thuộc quận Fort Bend, tiểu bang Texas, Hoa Kỳ. Năm 2010, dân số của nơi này là 2486 người.

## Dân số
- Dân số năm 2000: 2059 người.
- Dân số năm 2010: 2486 người.